# Sphenacodontoidea
Sphénacodontoïdes
Ne doit pas être confondu avec Sphenacodontidae ou Sphenacodontia.
Clade
Clades de rang inférieur
- † Shashajaia[1]
- † Sphenacodontidae
- Therapsida

Les sphénacodontoïdes (Sphenacodontoidea) forment un clade de synapsides sphénacodontes défini pour inclure le dernier ancêtre commun le plus récent des sphénacodontidés et des thérapsides, le groupe ancestral aux mammifères.

## Historique
Le taxon Sphenacodontoidea est créé en 1997 par les paléontologues canadiens Michel Laurin et Robert R. Reisz (en). À noter que la terminaison « -oidea » est habituellement celle d'une super-famille alors que ce taxon n'est pas un.

## Description
Les sphénacodontoïdes sont définis par un certain nombre de synapomorphies dans les proportions des os du crâne et dans les dents :
- le processus orbital frontal s'étend loin latéralement (il est peu développé, voire absent, chez les autres synapsides) ;
- présence d'une profonde cavité préfrontale (près du bord antérodorsal de l'orbite) ;
- perte des dents vomériennes (le vomer comporte un galuchat de denticules chez les autres synapsides).

## Phylogénie
Phylogénie des Sphenacodontoidea selon Fröbisch et al. (2011) et Benson (2012), :
- Classe Synapsida
  - Clade Sphenacodontia
    - Clade Sphenacodontoidea
      - Famille † Sphenacodontidae
      - Clade Therapsida